# Cladocarpus sewelli
Cladocarpus sewelli är en nässeldjursart som beskrevs av Rees och Vervoort 1987. Cladocarpus sewelli ingår i släktet Cladocarpus och familjen Aglaopheniidae.
Artens utbredningsområde är Indiska oceanen. Inga underarter finns listade i Catalogue of Life.